# 坦尼森·塞巴斯蒂安二世
B·坦尼森·塞巴斯蒂安二世（英語：B. Tennyson Sebastian II）美国音频工程师。他曾因电影回到未来提名奥斯卡最佳音响效果奖。自1980年起，塞巴斯蒂安曾参与制作超过40部电影。

## 部分影视作品
- 回到未来 (1985)[1]